# Liste des monuments d'Errachidia
Ceci est une liste des monuments classés par le ministère de culture marocain aux alentours d'Errachidia. 

## Monuments et sites à Errachidia
| Identifiant monument         | Site                 | Monument               | Adresse | Date de classement | Décret | Coordonnées                        | Illustration               |                       |
| ---------------------------- | -------------------- | ---------------------- | ------- | ------------------ | ------ | ---------------------------------- | -------------------------- | --------------------- |
| pc_architecture/sanae:220032 | Chorfa M'Daghra (d)  | Ksar Asrir             |         |                    |        | 31° 53′ 28″ nord, 4° 22′ 20″ ouest | Image manquante Téléverser | Télécharger une image |
| pc_architecture/sanae:220035 | Aarab Sebbah Ziz (d) | Ksar El Maadid         |         |                    |        | 31° 28′ 00″ nord, 4° 12′ 55″ ouest | Image manquante Téléverser | Télécharger une image |
| pc_architecture/sanae:220020 | Chorfa M'Daghra (d)  | Ksar Sidi Bou Abdellah |         |                    |        | 31° 54′ 00″ nord, 4° 23′ 00″ ouest | Image manquante Téléverser | Télécharger une image |
| pc_architecture/sanae:220042 | Es-Sfalat (d)        | Ksar Tabouassamt       |         |                    |        | 31° 14′ 22″ nord, 4° 16′ 29″ ouest | Image manquante Téléverser | Télécharger une image |